# Arseniopleïta
L'arseniopleïta és un mineral de la classe dels arsenats, que pertany al grup de l'al·luaudita. Va ser anomenada així per Lars Johann Igelstrom (1822-1897) l'any 1888 pel seu contingut en arsènic i del grec πλείων ("pleion", més), en al·lusió al fet que s'afegia a la llista de minerals relacionats descrits.

## Característiques
La arseniopleïta és un arsenat de fórmula química (Ca‚Na)NaMn²⁺(Mn²⁺‚Mg‚Fe²⁺)₂(AsO₄)₃. Cristal·litza en el sistema monoclínic. Acostuma a trobar-se de manera granular o massiva, rarament en forma de cristalls allargats o lenticulars. La seva duresa a l'escala de Mohs és 3,5.
Segons la classificació de Nickel-Strunz, l'arseniopleïta pertany a «08.AC: Fosfats, etc. sense anions addicionals, sense H₂O, amb cations de mida mitjana i gran» juntament amb els següents minerals: howardevansita, al·luaudita, arseniopleita, caryinita, ferroal·luaudita, hagendorfita, johillerita, maghagendorfita, nickenichita, varulita, ferrohagendorfita, bradaczekita, yazganita, groatita, bobfergusonita, ferrowyllieita, qingheiita, rosemaryita, wyllieita, ferrorosemaryita, qingheiita-(Fe2+), manitobaita, marićita, berzeliita, manganberzeliita, palenzonaita, schäferita, brianita, vitusita-(Ce), olgita, bario-olgita, estronciowhitlockita, whitlockita, merrillita, tuita, ferromerrillita, bobdownsita, chladniita, fil·lowita, johnsomervilleita, galileiita, stornesita-(Y), xenofil·lita, harrisonita, kosnarita, panethita, stanfieldita, ronneburgita, tillmannsita i filatovita.

## Formació i jaciments
Es troba com a farciment en filons de dolomies bandejades, i en dipòsits metamorfosejats de ferro i manganès. Sol trobar-se associada a altres minerals com: rhodonita, tefroïta, hedifana, dolomita, calcita, berzeliïta, kutnohorita, sarkinita, gonyerita o katoptrita. Va ser descoberta l'any 1888 a Sjögruvan (Suècia). També se n'ha trobat a Itàlia, Japó i Suïssa.